# Fédération internationale de ju-jitsu
La Fédération internationale de Ju-Jitsu, officiellement en anglais Ju-Jitsu International Federation (JJIF) est une association sportive internationale qui fédère une centaine fédérations nationales de ju-jitsu du monde entier.
Outre la promotion et la réglementation du sport, la JJIF organise également les compétitions internationales notables comme les championnats du monde.
Il existe quatre systèmes de compétition : Le Duo System (démonstration de techniques pré-choisies), le Fighting System (combat individuel à demi-contact), le Ne-Waza (combat au sol), ainsi que dernièrement le Contact Ju-Jitsu (combat individuel full contact).
Par ailleurs, elle intègre également le Ju-Jitsu self-défense.

## Historique
En 1977, à l’initiative d’une initiative conjointe de l’Allemagne, de l’Italie et de la Suède, la Fédération européenne de Ju-Jistsu (FEJJ) a été créée. Dix ans plus tard, en 1987, alors que plusieurs autres pays européens étaient devenus membres de la FEJJ, cette initiative avait été étendue à l'international.
En 1987, un congrès de fondation des membres internationaux du Ju-Jitsu a été convoqué et la INTERNATIONAL JU-JITSU FEDERATION (IJJF)  est créée, recentrant les objectifs de la FEJJ comme une union continentale sous le nouveau nom de Union européenne de Ju Jitsu (EJJU).
En 1993, l’Association mondiale des fédérations internationales de sport (GAISF) reconnait la FJJF en tant que membre suivi en 1994, par l’Association internationale des Jeux mondiaux (IWGA). Les épreuves de Ju-Jitsu seront aux programmes des Jeux mondiaux de 1997.
Aux Jeux mondiaux 1997, les athlètes de Ju-Jitsu ont participé pour la première fois à un événement multi-sportif mondial.
En 1998, la dénomination officielle adoptée est JU-JITSU INTERNATIONAL FEDERATION (JJIF).

## Associations membres
En 2019, la fédération regroupe une centaine de nations.
| Afrique | Asie | Amériques | Europe | Océanie               |
| Membres de droit | Membres de droit | Membres de droit | Membres de droit | Membres de droit      |
| --- | --- | --- | --- | --------------------- |
| - Éthiopie - Madagascar - Maurice - Angola - Cameroun - République démocratique du Congo - Algérie - Maroc - Tunisie - Côte d'Ivoire - Mali - Niger - Sénégal                 | - Afghanistan - Iran - Kazakhstan - Kirghizistan - Tadjikistan - Turkménistan - Japon - Corée du Sud - Mongolie - Chinese Taipei - Bangladesh - Inde - Maldives - Pakistan - Sri Lanka - Indonésie - Philippines - Singapour - Thaïlande - Viêt Nam - Cambodge - Bahreïn - Irak - Jordanie - Koweït - Liban - Émirats arabes unis | - Cuba - Mexique - États-Unis - Argentine - Bolivie - Colombie - Uruguay                                                                                                   | - Autriche - Croatie - Allemagne - Pologne - Slovénie - Suisse - Hongrie - Tchéquie - Bosnie-Herzégovine - Chypre - Grèce - Israël - Italie - Monténégro - Serbie - Turquie - Belgique - France - Espagne - Grande-Bretagne - Pays-Bas - Portugal - Azerbaïdjan - Bulgarie - Roumanie - Russie - Ukraine - Danemark - Norvège - Suède | - Australie           |
| Membres provisoires | | | |                       |
| - Seychelles - Tanzanie - Zimbabwe - République centrafricaine - République du Congo - Égypte - Libye - Afrique du Sud - Gambie - Mauritanie - Nigeria - Ghana - Sierra Leone | - Ouzbékistan - Chine - Hong Kong - Macao - Népal - Malaisie - Arabie saoudite - Qatar - Yémen - Syrie - Palestine - Oman | - République dominicaine - Haïti - Porto Rico - Trinité-et-Tobago - Costa Rica - Guatemala - Nicaragua - Panama - Honduras - Canada - Brésil - Chili - Équateur - Paraguay | - Géorgie - Moldavie - Finlande - Lettonie - Lituanie - Estonie - Macédoine du Nord | - Polynésie française |